# Koura (Ziga)
Pour les articles homonymes, voir Koura.
Koura est une localité située dans le département de Ziga de la province du Sanmatenga dans la région Centre-Nord au Burkina Faso.

## Géographie
Koura se trouve à 15 km au nord-ouest de Ziga, le chef-lieu du département, et à environ 60 km au sud-est de Kaya, la capitale régionale. Le village est traversé par la route régionale 7 (reliant Zorgho à Boussouma via Ziga).

## Économie
Situé sur la route reliant Ziga à Soubeira-Natenga, les deux centres économiques du département, l'activité principale de Koura reste toutefois l'agro-pastoralisme.

## Éducation et santé
Koura accueille un centre de santé et de promotion sociale (CSPS) tandis que le centre hospitalier régional (CHR) se trouve à Kaya.
La ville possède une école primaire publique.